# Drew Carey
 Drew Allison Carey (sinh ngày 23 tháng 5 năm 1958) là một nam diễn viên, nghệ sĩ hài và MC người Mỹ. Sau thời gian tham gia Thủy quân lục chiến Hoa Kỳ, ông bắt đầu chuyển sang lĩnh vực phim ảnh. Ông là MC của game show Whose Line Is It Anyway? (đài ABC) và The Price is Right (đài CBS).